# Torri costiere della Sardegna

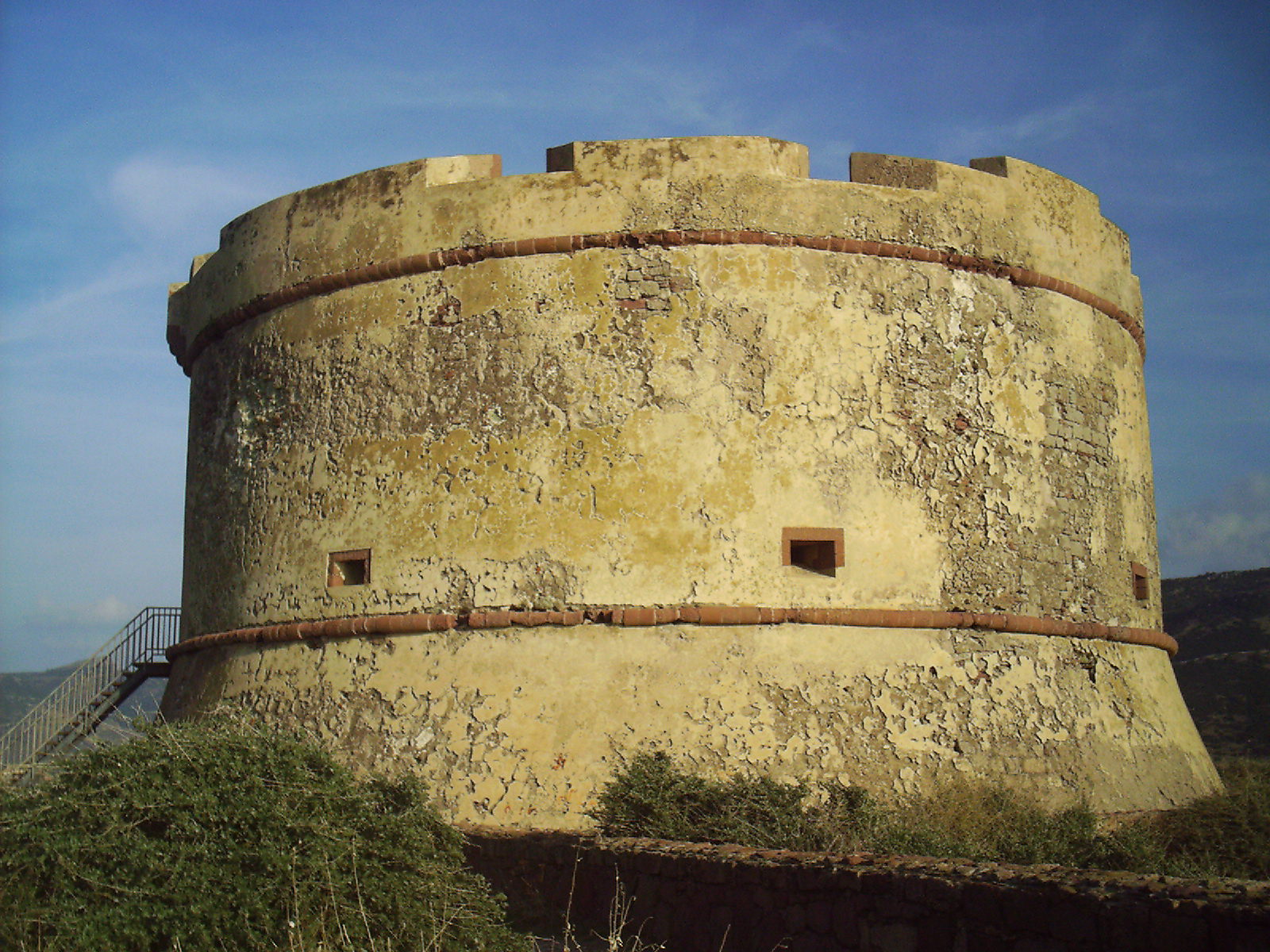
La torre di Bosa

Le torri costiere della Sardegna sono un gruppo di costruzioni fortificate che dall'alto medioevo (periodo tra il 476 e il 1000 d.C.) sino alla metà del diciannovesimo secolo, hanno formato il sistema di difesa, di avvistamento e di comunicazione lungo le coste dell'isola.

## Le origini
Le incursioni corsare e piratesche contro la Sardegna ebbero inizio nell'ottavo secolo. Il primo attacco documentato risale al 705, periodo della dominazione bizantina, nel quale vi furono due incursioni degli arabi ai quali il presidio bizantino, poco numeroso e piuttosto improvvisato non poté in nessun modo opporsi. Oltre che seminare il terrore tra la popolazione inerme ed impreparata, la razzia fruttò un consistente bottino in beni ma anche di vite umane, infatti decine di uomini e donne furono rapiti per essere ridotti a schiavi. Durante i successivi cinquant'anni gli attacchi seguirono con intensità sempre maggiore: a questo periodo risale la costruzione delle prime torri e castelli lungo le coste della Sardegna.
In seguito anche i Giudicati sardi, di Torres, Cagliari, Gallura e Arborea - le forme di governo della Sardegna dall'VIII al XV secolo - e poi le repubbliche marinare di Pisa e Genova, realizzarono numerose fortificazioni costiere di prima difesa che, all'inizio della dominazione spagnola (1479), ammontavano a circa una sessantina.
Con l'editto del 1502 che decretava la definitiva cacciata dei moriscos dalla Spagna, la pirateria mediterranea ricevette un forte impulso infatti nell'Africa settentrionale si riversò un gran numero di musulmani, profughi della Penisola Iberica appunto, che si unirono ai Berberi del Nord Africa i quali già da secoli vivevano dei proventi della guerra "di corsa". La costa dall'Egitto a Gibilterra divenne base di operazioni piratesche e per tutta la prima metà del Cinquecento le incursioni si moltiplicarono portando terrore e distruzione tra le popolazioni costiere della Sardegna e di gran parte di quelle dell'Italia meridionale e della Spagna; addirittura, dal 1522, anno in cui il condottiero turco-ottomano Khayr al-Din detto Barbarossa si riprese la città di Peñón de Vélez de la Gomera - che insieme ad Algeri divenne la principale base dell'attività corsara, gli assalti diventarono pressoché quotidiani. Una lapide rammenta una delle tante scorrerie: A 5 de Arbili 1546 esti istada isfatta sa villa de Uras de manus de Turcus e Morus essendi capitanu de Morus Barbarossa ("Il 5 aprile del 1546 è stata distrutta la città di Uras per mano di Turchi e Mori essendo capitano dei Mori Barbarossa").

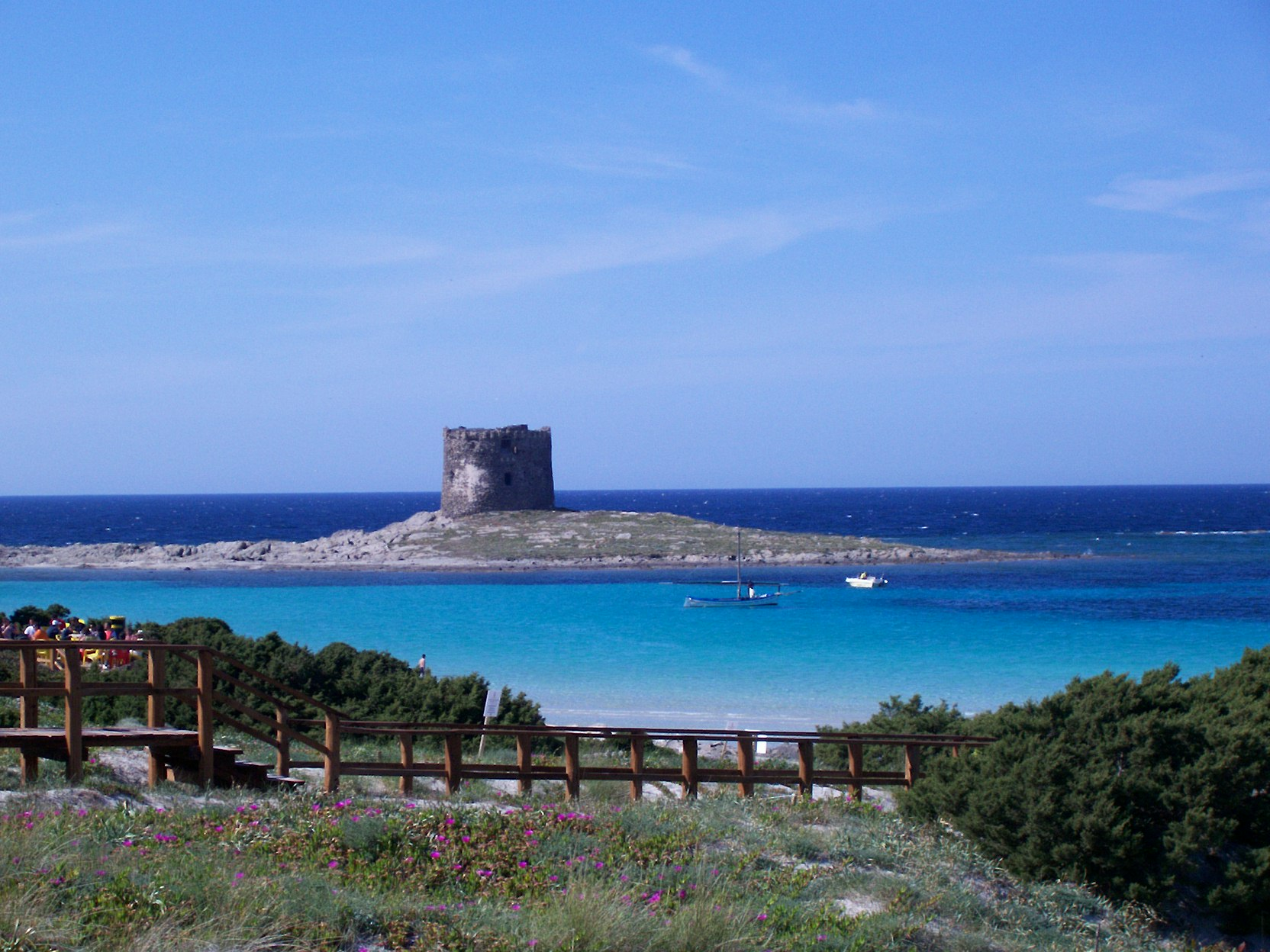
La torre della Pelosa a Stintino

Il grande pericolo turco-barbaresco e l'estrema vulnerabilità delle coste sarde, in ragione della sua vicinanza alla costa del Nordafrica, che - con venti favorevoli - distava soltanto un giorno di navigazione, aumentava dunque il rischio della Corona di Spagna di perdere il controllo dell'isola. A partire dal 1570 iniziò a farsi strada l'idea di dotare le coste della Sardegna di una rete di torri simili a quelle di cui erano già provvisti i regni di Granada e di Valencia e, nel mezzogiorno d'Italia, il Regno di Napoli e la Sicilia. Già nell'aprile del 1572 venne portata a termine la prima Relaciòn de todas las costas maritimas del Reyno de Cerdena y de los lugares donde se deven hazer las torres y atalayas, un piano di difesa regionale estremamente dettagliato realizzato da Marco Antonio Camos.
Fu probabilmente il saccheggio dei villaggi di Quartu Sant'Elena, Quartucciu e Pirri da parte dei pirati barbareschi avvenuto nel 1582, che in quell'occasione giunsero fino alle porte di Cagliari, che indusse il re Filippo II di Spagna a concretizzare questo progetto difensivo con la costituzione, pochi mesi dopo, della "Reale amministrazione delle torri".

## La Reale amministrazione delle torri
La Reale amministrazione delle torri, nata nel 1583 e paragonabile ad una moderna agenzia, aveva il compito di pianificare la costruzione di nuove torri oltre che provvedere alla loro manutenzione. Aveva inoltre la gestione del loro funzionamento, dall'arruolamento dei soldati al rifornimento delle armi per le guarnigioni. Rientrava tra i compiti istituzionali anche la ricerca dei fondi per il suo finanziamento.
L'amministrazione aveva sede a Cagliari e ne erano a capo, oltre al viceré, due consiglieri (uno per lo stamento del "Capo di Sotto", Cagliari, ed uno per quello del "Capo di Sopra", Sassari) ed un capitano con funzioni prettamente militari, da cui dipendevano alcaidi, artiglieri e soldati di stanza nelle torri. Il personale civile era composto da un contadore, un segretario ed un clavario, oltre ad un sindaco ed un portiere, per il Capo di Cagliari, ed un pagadore ed uno scrivano per il Capo di Sassari.

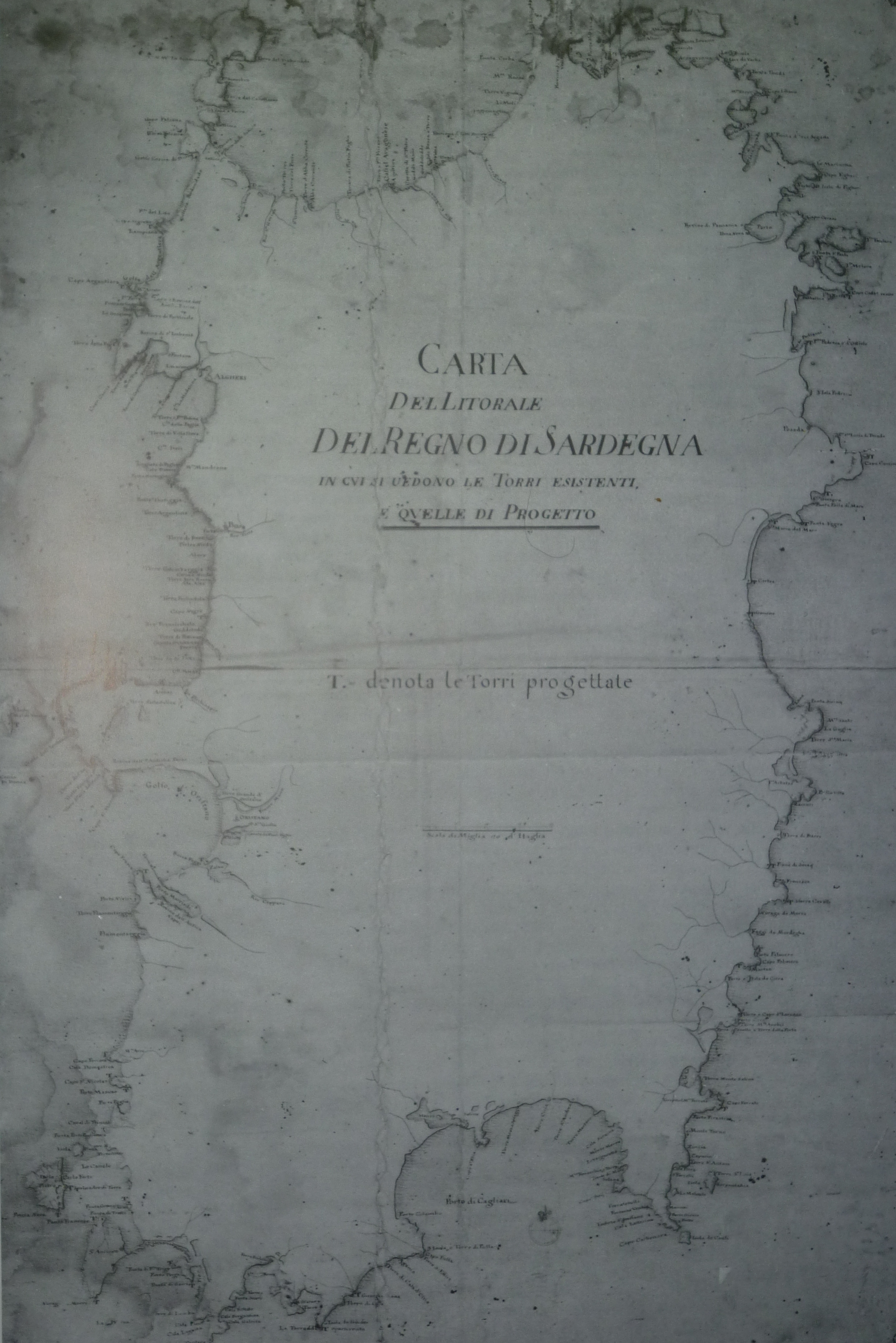
Una mappa delle torri costiere del 1720

La funzione delle torri costiere venne meno nei primi anni del diciannovesimo secolo quando Inghilterra e Russia, intervenendo decisamente presso i bey di Tunisi, Tripoli e Algeri,  li costrinsero ad allinearsi ai dettami del Congresso di Vienna che sanciva l'abolizione della schiavitù e, di conseguenza, della pirateria. Coincide infatti col 1815, anno in cui si svolse il Congresso, l'ultima incursione barbaresca nelle coste della Sardegna. La perdita di interesse strategico dei fortilizi comportò conseguentemente la sospensione dei finanziamenti per la loro manutenzione e la stessa Reale amministrazione delle torri venne soppressa con il regio editto del 17 settembre 1842 a firma di Carlo Alberto di Savoia. Secondo una relazione datata 20 marzo 1843, conservata nell'Archivio storico di Torino, le torri ancora presidiate a quella data assommano a 63.
Soltanto alcune di esse conservarono una certa importanza tanto che vennero utilizzate fino alla seconda guerra mondiale come presidio doganale o militare, come sede di impianti telemetrici e di segnalazione o di punti di avvistamento ottico. La definitiva dismissione delle torri costiere come sistema difensivo avvenne nel 1989, in concomitanza dell'intesa Stato-Regione.

## Ubicazione delle torri
L'ubicazione delle torri era imposta sia dalla natura stessa della costa - alta o bassa e di conseguenza diversamente accessibile agli invasori, che dalla presenza di importanti centri rivieraschi, tanto è vero che la densità maggiore di presidi si trova nei golfi di Cagliari, Oristano, Alghero e Asinara, oltre che a Bosa. In questi tratti di litorale le torri erano disposte in punti strategici da cui era possibile scrutare ampi tratti di mare;  ciascuna di esse comunicava visivamente con le due adiacenti ed eventualmente, nelle giornate con bassa visibilità, i segnali luminosi potevano essere trasmessi servendosi dell'ausilio di "guardie morte" situate lungo la traiettoria tra un presidio e l'altro. Oltre ai fuochi segnaletici, costituiti da fiamme o fumate, ci si avvaleva dell'uso di segnali acustici prodotti da corni e campane e l'uso di un codice prestabilito permetteva il passaggio di informazioni piuttosto dettagliate sull'entità dell'eventuale attacco nemico.
Per contro un ampio tratto di costa che va da Santa Teresa di Gallura a Siniscola non fu interessato dalla costituzione di una protezione costiera probabilmente per l'assenza di centri urbani importanti o forse per il fatto che la vicinanza della penisola italica fungeva da deterrente alle incursioni.

## Tipologia delle torri
Tutte le torri (ad eccezione di quella di Porto Torres, che è esagonale, di quella della Salinas di Muravera e di Pischeredda di Nurachi, quadrate) hanno una pianta circolare; il 75% di esse hanno una forma, intesa come prospetto, tronco-conica (56%) o cilindrica (19%): una scelta decisamente opportuna in quanto questo modello costruttivo garantiva la migliore resistenza alle sollecitazioni sia statiche che dinamiche; in particolare permetteva una distribuzione più omogenea sulla struttura delle cannonate che arrivavano a segno e quelle che colpivano la parete in maniera obliqua potevano anche risultare non eccessivamente dannose.

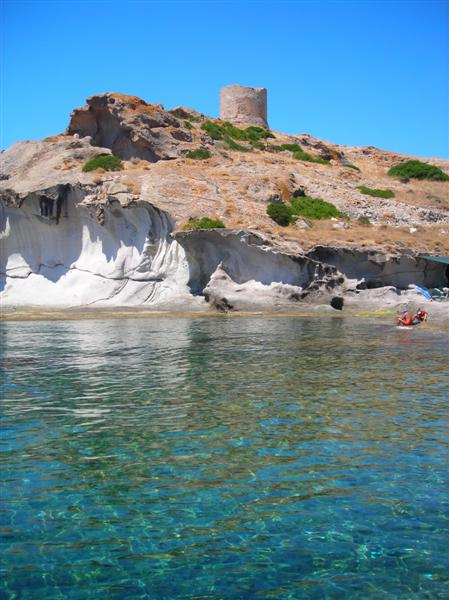
La Torre Argentina, Bosa

Altro aspetto che incise sulla scelta di una struttura a sezione circolare fu la ricerca di criteri di massima economicità e questa poteva essere realizzata utilizzando maestranze non specializzate mentre la forma squadrata avrebbe necessariamente richiesto la presenza di maestri scalpellini. Tutti i materiali da costruzione erano, ovviamente, reperiti in loco e la stessa calce per la malta, se non disponibile per mancanza di calcare, piuttosto che essere trasportata da zone distanti, veniva sostituirla con impasti di sabbia e argilla.

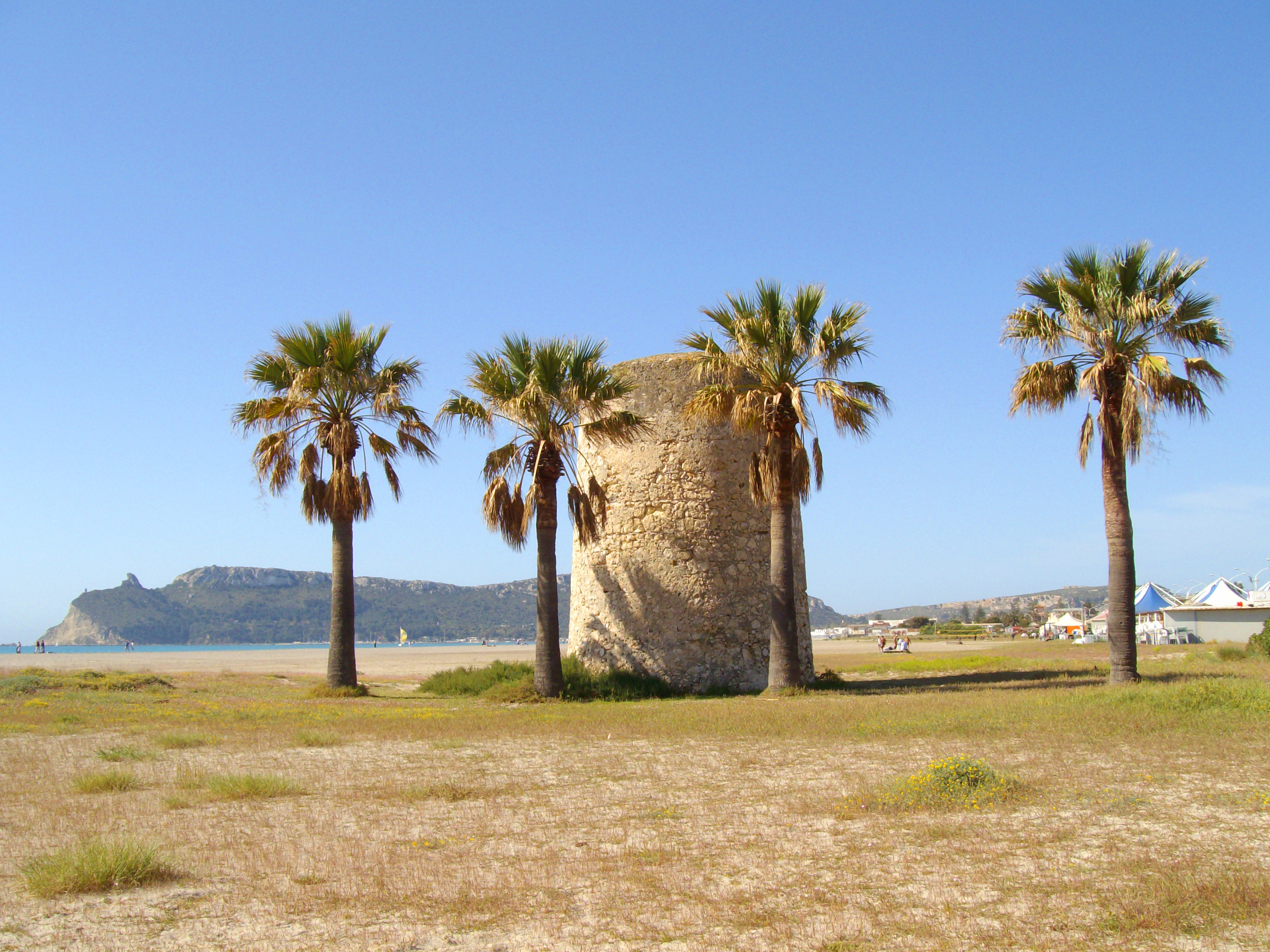
La torre di Mezza Spiaggia a Cagliari

Sin dal periodo bizantino le torri si presentavano in tre diverse tipologie:
- le più grandi e di difesa pesante, come ad esempio la torre di Calamosca a Cagliari e la Torre Grande ad Oristano, erano dette torri de armas o gagliarde. Erano comandate da un alcaide, che aveva a disposizione un artigliere e quattro soldati, ed erano armate tipicamente di quattro cannoni di grosso calibro, due spingarde e cinque fucili. Le dimensioni medie delle gagliarde erano di circa 17 metri di diamentro per 14 di altezza;
- quelle di difesa leggera, chiamate senzillas, come le torri di Chia, Malfatano e Canai, erano presidiate da un alcaide, un artigliere e due o tre uomini, e dotate tipicamente di due cannoni di medio calibro, due spingarde e cinque fucili. Le dimensioni erano di circa 13 metri di diamentro e 10 di altezza;
- infine, le più piccole, come quelle di Sa Mora, Sant'Elia e Lazzaretto, sono le torrezillas e fungevano quasi esclusivamente da punto di osservazione; erano presidiate da due soldati con in dotazione una spingarda e due fucili. Le dimensioni medie erano di 5 metri di diametro e 7 metri di altezza.

L'accesso alle torri avveniva attraverso un boccaporto posto ad una altezza di 4/6 metri dal suolo e vi si accedeva con l'ausilio di semplici scale in corda o a pioli, che all'occorrenza venivavo ritirate all'interno con facilità dai soldati di guardia. Nelle torri più piccole la terrazza, detta piazza d'armi, si raggiungeva con le stesse modalità, mentre nelle senzillas e nelle torrezillas vi si accedeva attraverso delle scale in muratura poste in aderenza al muro perimetrale o ricavate all'interno di esso, oppure a chiocciola, anch'esse poste a ridosso del muro.
Sulla terrazza era quasi sempre presente la "mezzaluna", una struttura leggera di forma semicircolare realizzata con canne e coppi, che poggiava sul parapetto, che aveva la funzione di dare riparo ai soldati e alle munizioni.

## Postazioni mobili
A supporto del sistema difensivo fisso vi erano gli atalayas che erano soldati appiedati comandati alla perlustrazione delle porzioni di costa non dotate di torri. Nel periodo piemontese gli atalayas furono sostituiti con un sistema di guardie morte cioè punti di vedetta fissa poste nelle zone elevate e a maggiore visibilità. Vi erano inoltre le ronde marine, composte da tre uomini ciascuna che controllavano tratti prefissati di costa, e i bastonatieri i quali avevano il compito di recarsi, preferibilmente all'alba, in luoghi predeterminati per avvistare eventuali imbarcazioni nemiche. Il termine "bastoniere" deriva da bastone in quanto essi dovevano recarsi nei posti in cui, in precedenza, un funzionario aveva provveduto a depositare un bastone che essi dovevano riportare indietro per dimostrare che effettivamente si erano recati nel luogo prestabilito.
Tuttora vi sono dei promontori che conservano la denominazione, come ad esempio la punta Sa Guardia de is Morus ("la guardia al moro") e punta Sa Guardia de is Turcus ("la guardia al turco").

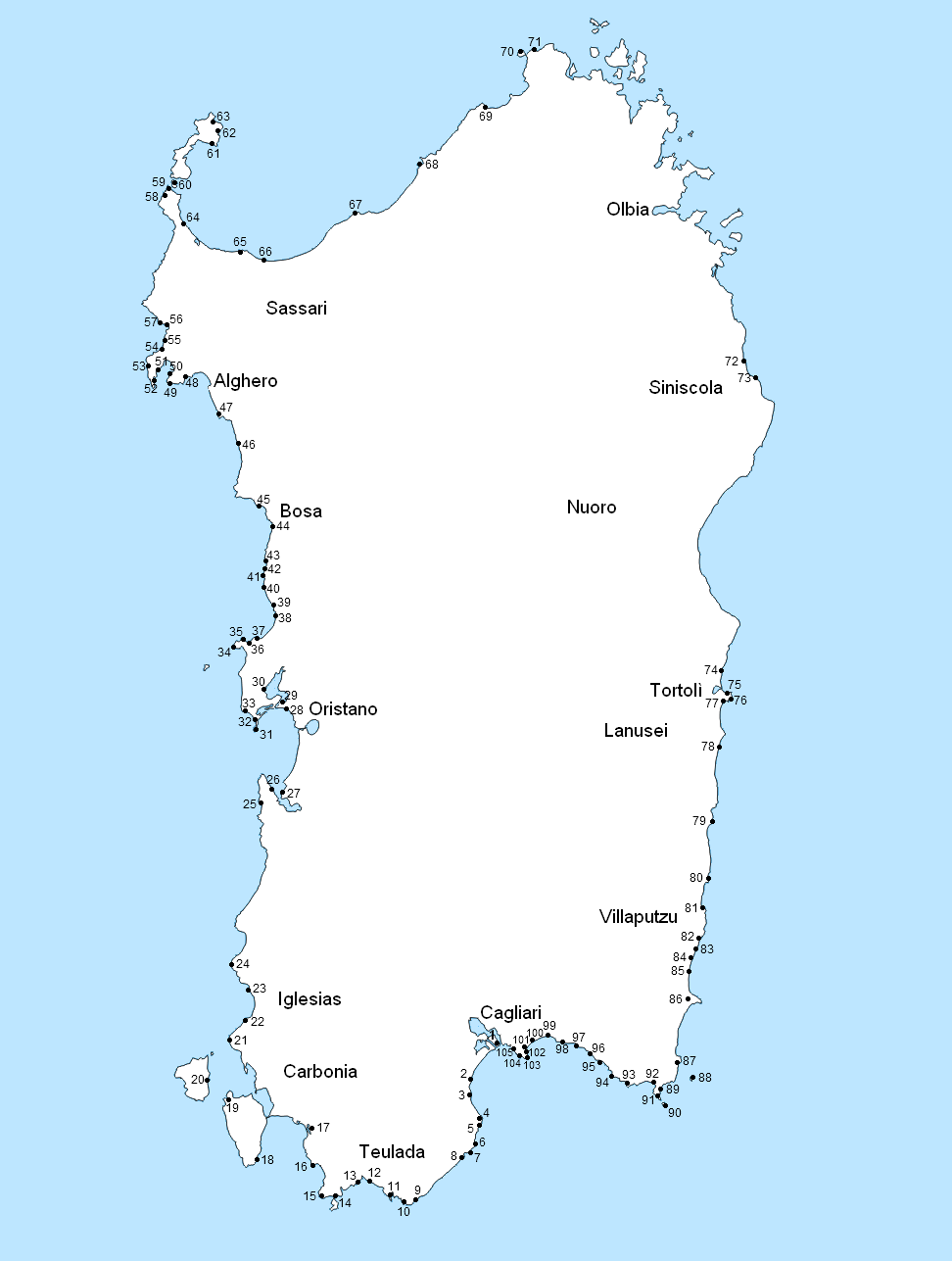
Carta con l'ubicazione delle torri.

## Notizie economiche
Come già accennato in precedenza la Reale amministrazione delle torri aveva, fra i compiti istituzionali, quello di reperire i fondi per il suo funzionamento e per tale ragione venne istituita una specifica tassa sulle esportazioni di alcuni prodotti a carico delle popolazioni dei centri costieri. Inoltre, i comuni distanti dalla costa sino ad un raggio di qualche decina di chilometri, erano tenuti al versamento all'Amministrazione di quote, a titolo di contributo, per gli innegabili benefici tratti dal loro territorio grazie alla presenza delle torri. Malgrado però gli introiti fossero piuttosto consistenti i rendiconti dell'epoca, per la verità piuttosto generici soprattutto nella parte relativa alle uscite, chiudevano spesso in passivo e ciò comportava periodici aumenti dei dazi e istituzione di nuove tasse; per limitare le spese, nel 1701 venne addirittura presa in considerazione la proposta di "dimezzare la paga ai soldati e di abbandonare alcune torri". La condizione in cui si trovavano i soldati era pessima, come si può rilevare da un documento del 1798 nel quale il relatore afferma che "lo stipendio è troppo basso perché possano campare" e, più avanti, che "si arruolano solo coloro che sono ridotti alla miseria". La gran parte di loro passava la propria vita negli spazi angusti delle torri, magari nascondendo le eventuali ferite o malattie per paura di essere riconosciuti inabili al servizio e, di conseguenza, "sospesi senza alcuna ricompensa". Sempre sui documenti dell'epoca si può leggere come non fosse improbabile trovare a presidio delle torri soldati di 60, 70 e anche 80 anni.

## Lo stato di conservazione attuale
Delle centocinque torri risultanti dai numerosi documenti storici, circa il 25 % è andato distrutto o si presenta oggi in forma di rudere, il 35% è in condizioni precarie, mentre il 40%, grazie ai lavori di restauro effettuati, è in buono od ottimo stato, tanto da poter essere visitate all'interno.
Dal settembre del 2008 tredici torri costiere sono entrate a far parte del patrimonio della Conservatoria delle Coste grazie ad una delibera della Giunta regionale sarda che ha redatto un primo elenco delle aree di particolare rilevanza paesaggistica e ambientale che vengono affidate alla gestione integrata dell'Agenzia regionale Conservatoria delle coste, per le finalità e alle condizioni previste dalla Convenzione di Barcellona e dalla normativa regionale.

## Elenco delle torri
Le torri sono elencate seguendo un percorso lungo la costa compiuto in senso orario con partenza dalla città di Cagliari; quelle contrassegnate con l'asterisco fanno parte del patrimonio della Conservatoria delle coste della Sardegna
NB: per "anno" non si intende la data di costruzione della torre, bensì l'anno in cui viene per la prima volta attestata la sua esistenza nei documenti storici.
- Mappa di tutte le coordinate: OpenStreetMap  · Bing (max 200) - Esporta: KML  · GeoRSS  · microformat  · RDF

| N.  | Denominazione                               | Provincia | Comune                 | Anno | Condizioni | Piani | Coordinate               |  |
| --- | ------------------------------------------- | --------- | ---------------------- | ---- | ---------- | ----- | ------------------------ |  |
| 1   | Torre della Scafa *                         | CA        | Cagliari               | 1639 | Ottime     | 2     | 39°12′53″N 9°05′47″E     |  |
| 2   | Torre di Su Loi o degli Ulivi               | CA        | Capoterra              | 1578 | Scadenti   | 1     | 39°07′50″N 9°00′45″E     |  |
| 3   | Torre di Antigori                           | CA        | Sarroch                | 1591 | Rudere     | -     | 39°05′26″N 9°00′58″E     |  |
| 4   | Torre Zavorra                               | CA        | Sarroch                | 1578 | Distrutta  | -     | 39°03′25″N 9°02′40″E     |  |
| 5   | Torre del Diavolo                           | CA        | Sarroch                | 1639 | Scadenti   | 1     | 39°02′37″N 9°02′27″E     |  |
| 6   | Torre di San Macario                        | CA        | Pula                   | 1639 | Medie      | 1     | 39°00′14″N 9°01′56″E     |  |
| 7   | Torre del Coltellazzo o di Sant'Efisio      | CA        | Pula                   | 1639 | Ottime     | 2     | 38°59′04″N 9°01′12″E     |  |
| 8   | Torre di Cala d'Ostia                       | CA        | Pula                   | 1600 | Buone      | -     | 38°57′11.2″N 8°57′47.6″E |  |
| 9   | Torre di Chia*                              | CA        | Domus de Maria         | 1639 | Buone      | 1     | 38°53′43″N 8°53′06″E     |  |
| 10  | Torre di Capo Spartivento                   | CA        | Domus de Maria         | 1639 | Distrutta  | -     | -                        |  |
| 11  | Torre di Capo Malfatano *                   | CA        | Teulada                | 1639 | Buone      | 1     | 38°53′12″N 8°48′03″E     |  |
| 12  | Torre di Pixini *                           | CA        | Teulada                | 1639 | Buone      | 1     | 38°54′15″N 8°46′40″E     |  |
| 13  | Torre del Budello *                         | CA        | Teulada                | 1601 | Buone      | 1     | 38°55′57″N 8°43′22″E     |  |
| 14  | Torre di Porto Scuro * (o Porto Scudo)      | CA        | Teulada                | 1601 | Scadenti   | 1     | 38°53′56″N 8°39′58″E     |  |
| 15  | Torre di Cala Piombo                        | CA        | Teulada                | 1639 | Rudere     | -     | 38°53′47″N 8°37′16″E     |  |
| 16  | Torre di Porto Pino                         | SU        | Sant'Anna Arresi       | 1785 | Distrutta  | -     | 38°57′28″N 8°35′16″E     |  |
| 17  | Torre di Palmas                             | SU        | Giba                   | 1577 | Rudere     | -     | 39°03′32″N 8°34′49″E     |  |
| 18  | Torre di Cannai                             | SU        | Sant'Antioco           | 1746 | Ottime     | 1     | 38°58′07″N 8°26′34″E     |  |
| 19  | Torre di Calasetta                          | SU        | Calasetta              | 1746 | Ottime     | 1     | 39°06′35″N 8°21′59″E     |  |
| 20  | Torre San Vittorio                          | SU        | Carloforte             | 1767 | Ottime     | -     | 39°08′14″N 8°18′42″E     |  |
| 21  | Torre di Portoscuso                         | SU        | Portoscuso             | 1577 | Ottime     | 1     | 39°12′17″N 8°22′34″E     |  |
| 22  | Torre di Porto Paglia                       | SU        | Gonnesa                | 1577 | Rudere     | -     | 39°15′59″N 8°25′09″E     |  |
| 23  | Torre di Fontanamare                        | SU        | Gonnesa                | 1799 | Distrutta  | -     | 39°17′35″N 8°26′20″E     |  |
| 24  | Torre di Cala Domestica                     | SU        | Iglesias               | 1577 | Buone      | 1     | 39°22′33″N 8°22′31″E     |  |
| 25  | Torre di Flumentorgiu (o Torre dei Corsari) | SU        | Arbus                  | 1577 | Scadenti   | 1     | 39°41′01″N 8°26′43″E     |  |
| 26  | Torre di Capo Frasca (o Torre Nuova)        | SU        | Arbus                  | 1577 | Medie      | 1     | 39°45′09″N 8°28′14″E     |  |
| 27  | Torre di Marceddì                           | OR        | Terralba               | 1577 | Medie      | 1     | 39°43′44″N 8°30′16″E     |  |
| 28  | Torre Grande                                | OR        | Oristano               | 1572 | Medie      | 2     | 39°54′25″N 8°30′59″E     |  |
| 29  | Torre di Su Pottu o di Cabras               | OR        | Cabras                 | 1577 | Ottime     | 1     | 39°55′13″N 8°30′42″E     |  |
| 30  | Torre di Pischeredda                        | OR        | Nurachi                | -    | Ottime     | 1     | 39°58′50″N 8°30′54″E     |  |
| 31  | Torre di Capo San Marco                     | OR        | Cabras                 | 1577 | Rudere     | -     | 39°51′57″N 8°26′25″E     |  |
| 32  | Torre di San Giovanni di Sinis              | OR        | Cabras                 | 1591 | Ottime     | 1     | 39°52′24″N 8°26′20″E     |  |
| 33  | Torre del Seu                               | OR        | Cabras                 | 1720 | Buone      | 1     | 39°53′56″N 8°24′15″E     |  |
| 34  | Torre di Sa Mora *                          | OR        | San Vero Milis         | 1639 | Scadenti   | 1     | 40°02′02″N 8°22′40″E     |  |
| 35  | Torre di Capo Mannu o Sa Mesa Longa*        | OR        | San Vero Milis         | 1639 | Rudere     | -     | 40°02′40″N 8°23′17″E     |  |
| 36  | Torre delle Saline                          | OR        | San Vero Milis         | 1639 | Rudere     | -     | 40°02′04″N 8°24′45″E     |  |
| 37  | Torre di Scab'e Sai *                       | OR        | San Vero Milis         | 1639 | Rudere     | 1     | 40°03′08″N 8°26′15″E     |  |
| 38  | Torre di Su Puttu                           | OR        | Cuglieri               | 1639 | Rudere     | 1     | 40°05′11″N 8°29′22″E     |  |
| 39  | Torre di Santa Caterina di Pittinuri        | OR        | Cuglieri               | 1578 | Medie      | 1     | 40°06′20″N 8°29′13″E     |  |
| 40  | Torre di Capo Nieddu                        | OR        | Cuglieri               | 1578 | Rudere     | -     | 40°09′18″N 8°27′34″E     |  |
| 41  | Torre di Foghe                              | OR        | Tresnuraghes           | 1591 | Scadenti   | 1     | 40°10′40″N 8°27′31″E     |  |
| 42  | Torre di Ischia Ruja                        | OR        | Tresnuraghes           | 1591 | Scadenti   | 1     | 40°11′47″N 8°28′01″E     |  |
| 43  | Torre di Columbargia                        | OR        | Tresnuraghes           | 1577 | Medie      | 1     | 40°13′47″N 8°27′46″E     |  |
| 44  | Torre di Bosa                               | OR        | Bosa                   | 1572 | Ottime     | 1     | 40°17′16″N 8°28′28″E     |  |
| 45  | Torre Argentina                             | OR        | Bosa                   | 1578 | Medie      | 1     | 40°19′11″N 8°26′39″E     |  |
| 46  | Torre di Badde Jana                         | SS        | Villanova Monteleone   | 1639 | Rudere     | -     | 40°26′46″N 8°23′47″E     |  |
| 47  | Torre di Poglina o della Speranza           | SS        | Alghero                | 1572 | Rudere     | 1     | 40°30′02″N 8°20′25″E     |  |
| 48  | Torre di Capo Galera o del Lazzaretto       | SS        | Alghero                | 1572 | Ottime     | 1     | 40°34′38″N 8°14′51″E     |  |
| 49  | Torre di Punta Giglio                       | SS        | Alghero                | 1572 | Distrutta  | -     | 40°34′07″N 8°12′14″E     |  |
| 50  | Torre di Porto Conte                        | SS        | Alghero                | 1572 | Buone      | 1     | 40°35′37″N 8°12′15″E     |  |
| 51  | Torre di Tramariglio                        | SS        | Alghero                | 1591 | Buone      | 1     | 40°35′15″N 8°10′18″E     |  |
| 52  | Torre del Buru                              | SS        | Alghero                | 1572 | Medie      | 1     | 40°34′21″N 8°09′55″E     |  |
| 53  | Torre della Pegna *                         | SS        | Alghero                | 1572 | Scadenti   | 1     | 40°35′47″N 8°08′57″E     |  |
| 54  | Torre del Porticciolo                       | SS        | Alghero                | 1572 | Ottime     | 1     | 40°38′39″N 8°11′12″E     |  |
| 55  | Torre di Bantile Sale o Torre Mozza         | SS        | Sassari                | 1572 | Rudere     | -     | 40°40′42″N 8°11′50″E     |  |
| 56  | Torre Bianca o di Airadu                    | SS        | Sassari                | 1572 | Scadenti   | 1     | 40°41′22″N 8°12′07″E     |  |
| 57  | Torre Negra o di Capo Negro                 | SS        | Sassari                | 1578 | Buone      | 1     | 40°41′21″N 8°11′53″E     |  |
| 58  | Torre del Falcone                           | SS        | Stintino               | 1577 | Buone      | 1     | 40°57′22″N 8°11′49″E     |  |
| 59  | Torre della Pelosa                          | SS        | Stintino               | 1578 | Medie      | 1     | 40°58′16″N 8°12′25″E     |  |
| 60  | Torre dell'Isola Piana                      | SS        | Porto Torres           | 1572 | Medie      | 2     | 40°58′52″N 8°13′10″E     |  |
| 61  | Torre di Trabuccato (Asinara)               | SS        | Porto Torres           | 1639 | Buone      | -     | 41°03′11″N 8°19′41″E     |  |
| 62  | Torre di Cala d'Oliva (Asinara)             | SS        | Porto Torres           | 1639 | Medie      | -     | 41°04′44″N 8°20′07″E     |  |
| 63  | Torre di Cala d'Arena (Asinara)             | SS        | Porto Torres           | 1720 | Scadenti   | -     | 41°06′35″N 8°19′41″E     |  |
| 64  | Torre delle Saline                          | SS        | Stintino               | 1572 | Medie      | 2     | 40°54′41″N 8°13′58″E     |  |
| 65  | Torre del Porto                             | SS        | Porto Torres           | 1572 | Ottime     | 2     | 40°50′23″N 8°24′05″E     |  |
| 66  | Torre di Abbacurrente                       | SS        | Porto Torres           | 1577 | Buone      | 1     | 40°49′16″N 8°27′15″E     |  |
| 67  | Torre di Frigiano                           | SS        | Castelsardo            | 1577 | Scadenti   | 1     | 40°54′52″N 8°42′11″E     |  |
| 68  | Torre dell'Isola Rossa                      | SS        | Trinità d'A. e Vignola | 1578 | Ottime     | 1     | 41°00′54″N 8°52′21″E     |  |
| 69  | Torre di Vignola                            | SS        | Aglientu               | 1605 | Ottime     | 1     | 41°07′53″N 9°03′21″E     |  |
| 70  | Torre di Santa Reparata                     | SS        | Santa Teresa Gallura   | 1639 | Distrutta  | -     | -                        |  |
| 71  | Torre di Longonsardo                        | SS        | Santa Teresa Gallura   | 1577 | Ottime     | 1     | 41°14′45″N 9°11′33″E     |  |
| 72  | Torre di San Giovanni                       | NU        | Posada                 | 1591 | Buone      | 2     | 40°36′56″N 9°45′09″E     |  |
| 73  | Torre di Santa Lucia                        | NU        | Siniscola              | 1607 | Discrete   | 2     | 40°34′57″N 9°46′39″E     |  |
| 74  | Torre di Santa Maria Navarrese *            | NU        | Baunei                 | 1591 | Ottime     | 2     | 39°59′19″N 9°41′28″E     |  |
| 75  | Torre di Arbatax                            | NU        | Tortolì                | 1572 | Ottime     | 2     | 39°56′13″N 9°42′23″E     |  |
| 76  | Torre di Capo Bellavista                    | NU        | Tortolì                | 1639 | Distrutta  | -     | 39°55′40″N 9°42′44″E     |  |
| 77  | Torre di San Gemiliano                      | NU        | Tortolì                | 1639 | Buone      | 2     | 39°55′09″N 9°42′12″E     |  |
| 78  | Torre di Barì                               | NU        | Bari Sardo             | 1639 | Ottime     | 1     | 39°49′51″N 9°40′59″E     |  |
| 79  | Torre di San Giovanni di Sarrala            | NU        | Tertenia               | 1639 | Buone      | 2     | 39°40′06″N 9°39′33″E     |  |
| 80  | Torre di Murtas                             | SU        | Villaputzu             | 1798 | Buone      | 1     | 39°33′06″N 9°38′58″E     |  |
| 81  | Torre di San Lorenzo                        | SU        | Villaputzu             | 1639 | Scadenti   | 1     | 39°29′25″N 9°38′28″E     |  |
| 82  | Torre Morta o di Monte Rosso                | SU        | Villaputzu             | 1578 | Scadenti   | 1     | 39°27′40″N 9°38′31″E     |  |
| 83  | Torre di Porto Corallo                      | SU        | Villaputzu             | 1639 | Ottime     | 1     | 39°26′21″N 9°38′10″E     |  |
| 84  | Torre della Porta o dei Dieci Cavalli       | SU        | Muravera               | 1720 | Scadenti   | 1     | 39°23′34″N 9°36′24″E     |  |
| 85  | Torre Salinas                               | SU        | Muravera               | 1720 | Scadenti   | 2     | 39°21′56″N 9°36′06″E     |  |
| 86  | Torre di Monte Ferru - Capo Ferrato         | SU        | Muravera               | 1639 | Buone      | 1     | 39°18′16″N 9°36′11″E     |  |
| 87  | Torre di Cala Pira                          | SU        | Castiadas              | 1639 | Buone      | 1     | 39°10′23″N 9°34′29″E     |  |
| 88  | Torre di San Luigi                          | SU        | Villasimius            | 1639 | Scadenti   | 1     | 39°08′35″N 9°36′25″E     |  |
| 89  | Torre di Porto Giunco                       | SU        | Villasimius            | 1578 | Medie      | 1     | 39°06′38″N 9°31′18″E     |  |
| 90  | Torre dell'Isola dei Cavoli                 | SU        | Villasimius            | 1591 | Medie      | 2     | 39°05′19″N 9°32′01″E     |  |
| 91  | Torre di Cala Caterina                      | SU        | Villasimius            | 1581 | Distrutta  | -     | 39°06′14″N 9°30′49″E     |  |
| 92  | Fortezza Vecchia                            | SU        | Villasimius            | 1639 | Ottime     | -     | 39°07′00″N 9°30′13″E     |  |
| 93  | Torre di Capo Boi                           | CA        | Sinnai                 | 1591 | Medie      | 1     | 39°07′32″N 9°26′14″E     |  |
| 94  | Torre di Su Fenugu                          | CA        | Maracalagonis          | 1578 | Medie      | 1     | 39°08′44″N 9°23′36″E     |  |
| 95  | Torre di Cala Regina                        | CA        | Quartu Sant'Elena      | 1578 | Medie      | 1     | 39°10′42″N 9°21′12″E     |  |
| 96  | Torre di Mortorio                           | CA        | Quartu Sant'Elena      | 1591 | Rudere     | -     | 39°11′55″N 9°19′27″E     |  |
| 97  | Torre di Sant'Andrea                        | CA        | Quartu Sant'Elena      | 1591 | Distrutta  | -     | 39°12′46″N 9°16′24″E     |  |
| 98  | Torre di Foxi                               | CA        | Quartu Sant'Elena      | 1578 | Scadenti   | 1     | 39°13′04″N 9°14′41″E     |  |
| 99  | Torre di Carcangiolas                       | CA        | Quartu Sant'Elena      | 1591 | Rudere     | -     | 39°13′35″N 9°12′27″E     |  |
| 100 | Torre di Mezza Spiaggia                     | CA        | Cagliari               | 1591 | Buone      | 1     | 39°12′37″N 9°10′15″E     |  |
| 101 | Torre del Poetto *                          | CA        | Cagliari               | 1591 | Rudere     | 1     | 39°11′23″N 9°10′05″E     |  |
| 102 | Torre di Sant'Elia                          | CA        | Cagliari               | 1572 | Scadenti   | 1     | 39°11′23″N 9°10′05″E     |  |
| 103 | Torre di Cala Fichera                       | CA        | Cagliari               | 1639 | Distrutta  | -     | 39°10′54″N 9°09′37″E     |  |
| 104 | Torre di Calamosca o dei Segnali            | CA        | Cagliari               | 1638 | Ottime     | 2     | 39°11′03″N 9°08′52″E     |  |
| 105 | Torre del Prezzemolo o del Lazzaretto *     | CA        | Cagliari               | 1720 | Buone      | 1     | 39°11′14″N 9°08′32″E     |  |